# Крушин (Видиборский сельсовет)
Кру́шин (бел. Крушын) — деревня в Столинском районе Брестской области Беларуси. Входит в состав Видиборского сельсовета. Население — 53 человека (2019). 

## География
Расположена в 10 км от Столина, в 235 км от Бреста, в 6 км от железнодорожной станции Видибор.

## История
В начале XX века упоминается как застенок Столинской волости Пинского повета Минской губернии. 
С 1921 по 1939 годы в составе Столинской гмины Лунинецкого повята Полесского воеводства Польши как хутор Подкрушин и Крушинские хутора. С 1923 года в Столинском повяте.
До 1953 года в составе Глинковского сельсовета. С 1953 года в составе Столинского горсовета до его упразднения 1995 года.
В 2002 году в составе колхоза «Столинский».

## Население
Население деревни на 2019 год составляло 53 человека.
| 1909 | 1921  | 1980  | 2002  | 2005  | 2009 | 2019 |
| ---- | ----- | ----- | ----- | ----- | ---- | ---- |
| 60   | ▲ 171 | ▲ 249 | ▼ 128 | ▼ 123 | ▼ 81 | ▼ 53 |

## Инфраструктура
Работал магазин.